# 布爾戈斯 (撒丁島)
布爾戈斯（義大利語：Burgos），位於意大利撒丁岛，是薩薩里省的一個市鎮，位處撒丁岛首府卡利亞里以北130（81英里），薩薩里省首府薩薩里東南方50（31英里）。據2004年統計，該市鎮人口為1,023，面積為18.3平方（7.1平方英里）。